# Holotrichapion (Nesiapion)
Holotrichapion (Nesiapion) – podrodzaj chrząszczy z rodziny pędrusiowatych i podrodziny Apioninae. Obejmuje dwa opisane gatunki. Zamieszkują Makaronezję.

## Morfologia
Chrząszcze o ciele wyraźnie porośniętym włoskami (włosowatymi łuskami), zwykle białawo ubarwionymi, w przeciwieństwie do podrodzaju nominatywnego nigdzie niezagęszczonymi. Cały wierzch ciała zazwyczaj, a pokrywy zawsze mają metaliczne ubarwienie.
Głowę cechują: wydłużone oczy, średnio wysokie i nie wykraczające poza środek oczu kile podoczne, sięgające co najmniej połowy długości oka wyraźne punktowanie na ciemieniu, brak poprzecznego kila na guli, a czoło z dwoma nagimi i niepunktowanymi rowkami pośrodku oraz punktowanymi i owłosionymi rowkami po bokach. Ryjek jest prosty lub lekko zakrzywiony. Przednia jego część jest walcowata z lekko rozszerzonym szczytem i wklęsłymi bokami, przynajmniej od spodu i po bokach porośnięta krótkimi do zdrobniałych, sterczącymi włoskami.
Przedplecze jest szersze niż dłuższe, prawie walcowate, o niemal prostych bokach. Mała, trójkątna tarczka ma pozbawioną punktów powierzchnię. Pokrywy są owalne. Rząd drugi nie jest zewnętrznie przedłużony. Na szczycie pokrywy rząd trzeci łączy się z ósmym. Na każdej pokrywie wyrastają dwie szczecinki wyspecjalizowane, jedna w tylnej ⅓ międzyrzędu siódmego, a druga na końcu międzyrzędu dziewiątego.
Genitalia samca mają tegmen o pozbawionych podłużnych kilów płatach parameroidalnych, rozdzielonych pośrodkowym wcięciem przekraczającym poziom wierzchołkowych krawędzi poprzecznych okienek. Na każdym płacie występuje w nasadowej części zesklerotyzowanej od 4 do 8 szczecinek makroskopowych, które są znacznie dłuższe niż wyrastające na błoniastej części wierzchołkowej szczecinki mikroskopowe. Trapezowate, wystające prostegium ma wierzchołkową krawędź dwufalistą, tworzącą trzy ząbki. Płat środkowy edeagusa (prącie) w widoku grzbietowym ma boki umiarkowanie się ku ostium zbiegające, a wierzchołek zaokrąglony, w widoku bocznym ma natomiast wierzchołek prosty. Endofallus ma część nasadową pozbawioną fałdowatego wzmocnienia i wyposażoną w kolce mikroskopowe (spikule), z których największe formują dwa nieregularne szeregi pośrodkowe, a część wierzchołkową zaopatrzoną w dwie duże grupy ząbków.

## Ekologia i występowanie
Podrodzaj palearktyczny, endemiczny dla Makaronezji, znany z Madery i Wysp Kanaryjskich. Postacie dorosłe znajdywano na groszkach i wykach.

## Taksonomia
Takson ten wprowadzony został w 1990 roku przez Miguela Á. Alonsa-Zarazagę na łamach czasopisma „Graellsia” jako jeden z czterech podrodzajów w obrębie rodzaju Holotrichapion. Nazwa rodzajowa to połączenie greckiego νησίον (nēsion), oznaczającego „wysepka”, z nazwą Apion (pędruś). Gatunkiem typowym wyznaczono Apion wollastoni.
Do podrodzaju zalicza się dwa opisane gatunki:
- Holotrichapion rotundipenne (Wollaston, 1854)
- Holotrichapion wollastoni (Chevrolat, 1852)